# Íjászat a 2012. évi nyári olimpiai játékokon
A 2012. évi nyári olimpiai játékokon az íjászatban négy versenyszámban avattak olimpiai bajnokot. A versenyszámokat július 27. és augusztus 3. között rendezték. A versenyeken 64 férfi és 64 női sportoló vett részt.

## Éremtáblázat
| A 2012. évi nyári olimpiai játékok éremtáblázata íjászatban | A 2012. évi nyári olimpiai játékok éremtáblázata íjászatban | A 2012. évi nyári olimpiai játékok éremtáblázata íjászatban | A 2012. évi nyári olimpiai játékok éremtáblázata íjászatban | A 2012. évi nyári olimpiai játékok éremtáblázata íjászatban | Olimpia  |
| ----------------------------------------------------------- | ----------------------------------------------------------- | ----------------------------------------------------------- | ----------------------------------------------------------- | ----------------------------------------------------------- | -------- |
|                                                             | Ország                                                      | Arany                                                       | Ezüst                                                       | Bronz                                                       | Összesen |
| 1.                                                          | Dél-Korea (KOR)                                             | 3                                                           | 0                                                           | 1                                                           | 4        |
| 2.                                                          | Olaszország (ITA)                                           | 1                                                           | 0                                                           | 0                                                           | 1        |
|                                                             |                                                             |                                                             |                                                             |                                                             |          |
| 3.                                                          | Japán (JPN)                                                 | 0                                                           | 1                                                           | 1                                                           | 2        |
| 3.                                                          | Kína (CHN)                                                  | 0                                                           | 1                                                           | 1                                                           | 2        |
| 3.                                                          | Mexikó (MEX)                                                | 0                                                           | 1                                                           | 1                                                           | 2        |
| 6.                                                          | Egyesült Államok (USA)                                      | 0                                                           | 1                                                           | 0                                                           | 1        |
|                                                             |                                                             |                                                             |                                                             |                                                             |          |
| Összesen                                                    | Összesen                                                    | 4                                                           | 4                                                           | 4                                                           | 12       |

## Érmesek

### Férfi
| A 2012. évi nyári olimpiai játékok férfi érmesei íjászatban |                                                                        |                                                                      |                                                          |
| Versenyszám                                                 | Arany                                                                  | Ezüst                                                                | Bronz                                                    |
| Egyéni                                                      | O Dzsinhjok · Dél-Korea (KOR)                                          | Furukava Takaharu · Japán (JPN)                                      | Taj Hsziao-hsziang · Kína (CHN)                          |
| Csapat                                                      | Olaszország (ITA) · Michele Frangilli · Marco Galiazzo · Mauro Nespoli | Egyesült Államok (USA) · Brady Ellison · Jake Kaminski · Jacob Wukie | Dél-Korea (KOR) · O Dzsinhjok · Kim Bopmin · Im Donghjon |

### Női
| A 2012. évi nyári olimpiai játékok női érmesei íjászatban |                                                          |                                                     |                                                          |
| Versenyszám                                               | Arany                                                    | Ezüst                                               | Bronz                                                    |
| Egyéni                                                    | Ki Bobe · Dél-Korea (KOR)                                | Aída Román · Mexikó (MEX)                           | Mariana Avitia · Mexikó (MEX)                            |
| Csapat                                                    | Dél-Korea (KOR) · I Szongdzsin · Ki Bobe · Cshö Hjondzsu | Kína (CHN) · Fang Ju-ting · Cseng Ming · Hszu Csing | Japán (JPN) · Kavanaka Kaori · Hajakava Ren · Kanie Miki |